# Tomografía

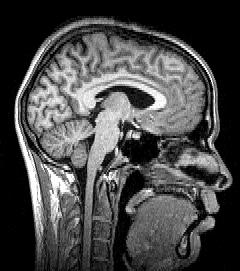
Imagen por resonancia magnética (MRI)

La tomografía es el proceso de obtención de imágenes (cada una de ellas llamada tomograma) por secciones mediante el uso del tomógrafo. Este método se usa en medicina, arqueología, biología, geofísica, oceanografía, ciencia de los materiales y otras ciencias. En la mayoría de los casos se basa en un procedimiento matemático llamado reconstrucción tomográfica. Hay muchos tipos diferentes de tomografía, tal y como se listan posteriormente (nótese que la palabra griega tomos conlleva el significado de ‘cortar’, ‘dividir’ o ‘seccionar’). Una tomografía de varias secciones de un cuerpo es conocida como politomografía.

## Descripción
Por ejemplo, en una tomografía de rayos X médica convencional, el equipo clínico obtiene la imagen de una sección del cuerpo desplazando la fuente de rayos X y la película en direcciones opuestas durante la exposición. En consecuencia, las estructuras en el plano focal aparecen nítidas, mientras que las estructuras de los otros planos aparecen borrosas. Al modificar el sentido y la amplitud del movimiento, los operadores pueden seleccionar diferentes planos focales que contengan las estructuras de interés. Antes de la llegada de algunas técnicas modernas asistidas por ordenador. No obstante, tal recurso resultó útil en la reducción del problema de la superposición de estructuras en la radiografía.

## Tomografía moderna
Las más modernas variaciones de la tomografía involucran la proyección de datos provenientes de múltiples direcciones y el envío de estos datos para la creación de una reconstrucción tomográfica a partir de un algoritmo de software procesado por ordenador. Los diferentes tipos de adquisición de las señales pueden ser utilizados en algoritmos de cálculo similares, a fin de crear una imagen tomográfica. Actualmente, las tomografías se obtienen utilizando diferentes fenómenos físicos, tales como rayos X, rayos gamma, aniquilación de electrones y positrones - reacción, resonancia magnética nuclear, Ultrasonido, iones y electrones. Estos se denominan: TC, SPECT, PET, MRI, ultrasonografía, 3D TEM y átomo sonda, respectivamente.
Algunos avances recientes se basan en la utilización simultánea de fenómenos físicos integrados. Por ejemplo, los rayos X aplicados en la TC y la angiografía; la combinación de TC y MRI o de TC y PET.
El término imagen en volumen podría incluir estas tecnologías con más precisión que el término tomografía. Sin embargo, en la mayoría de los casos clínicos de rutina, el personal requiere una salida en dos dimensiones de estos procedimientos. A medida que más decisiones clínicas lleguen a depender de técnicas más avanzadas de visualización volumétrica, los términos tomografía / tomograma podrían llegar a caer en desuso.
Existen muchos algoritmos de reconstrucción. La mayoría de ellos entran en una de dos categorías: proyección de retroceso filtrado (FBP) y reconstrucción iterativa (IR). Estos procedimientos dan resultados inexactos: son fruto de un compromiso entre la exactitud y el tiempo de cómputo necesario. Mientras que FBP exige menos recursos del ordenador, los algoritmos del tipo IR producen menos artefactos (errores en la reconstrucción) a cambio de aumentar el uso de recursos durante el procesamiento.

## Microscopía tomográfica de rayos X de fuente sincrotrón
Recientemente, una nueva técnica llamada microscopía tomográfica de rayos X de fuente sincrotrón (SRXTM) permite escanear fósiles con detalles en tres dimensiones.

## Tipos de tomografía
- tomografía de prueba atómica (APT)
- tomografía axial computarizada (TC o TAC)
- microscopía confocal de escaneo láser (LSCM)
- tomografía crioelectrónica (Cryo-ET)
- tomografía de capacitancia eléctrica (ECT)
- angiografía por tomografía computarizada
- tomografía de resistencia eléctrica (ERT en procesos industriales)
- tomografía de resistividad eléctrica (ERT en geofísica)
- tomografía de impedancia eléctrica (EIT)
- imagen por resonancia magnética funcional (fMRI)
- tomografía de inducción magnética o tomografía electromagnética (MIT)
- imagen por resonancia magnética (MRI), conocida formalmente como tomografía de resonancia magnética (MRT) o tomografía de resonancia magnética nuclear
- tomografía neutrónica
- tomografía de coherencia óptica o tomografía óptica coherente (OCT)
- tomografía de proyección óptica (OPT)
- tomografía de proceso (PT)
- tomografía por emisión de positrones (PET)
- tomografía cuántica
- tomografía computada de emisión de fotones únicos (SPECT)
- tomografía sísmica
- tomografía óptica asistida por ultrasonido (UAOT)
- tomografía por transmisión de ultrasonido
- tomografía de rayos X
- tomografía fotoacústica (PAT), también conocida como tomografía opticoacústica (OAT) o tomografía termoacústica (TAT)
- imagen fotoacústica en biomedicina